# Christoph von Krogh

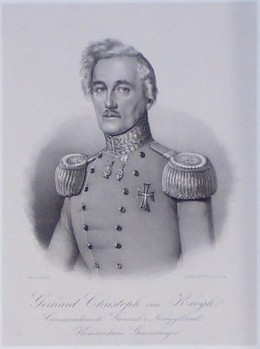
Gerhard Christoph von Krogh

Gerhard Christoph von Krogh, född 10 oktober 1785, död 12 april 1860, var en dansk militär. Han var brorson till Georg Fredrik von Krogh.
Krogh blev löjtnant vid infanteriet 1803, överste 1840, generalmajor 1847 och erhöll avsked 1857. Under 1848-50 års krig blev Krogh i juni 1848 brigadchef och i juli samma år högste befälhavare. Efter katastrofen vid Eckernförde måste han i april 1849 avgå men återinsattes som högste befälhavare och vann segern i slaget vid Isted 25 juli 1850. 1851-57 var Krogh kommenderande general i Slesvig-Holstein.